# دانشگاه بنها
دانشگاه بنها (عربی: جامعة بنها) یک دانشگاه مصری است که در تاریخ ۲۵ نوامبر ۱۹۷۶ به عنوان شاخه‌ای از دانشگاه زاگزیگ در شهر بنها تصمیم به ساخت آن گرفته شد. این دانشگاه شامل دانشکده‌های تجارت و دانشکده مهندسی در شبرا، علوم پزشکی و کشاورزی در مشتهر و دانشکده علوم تربیتی در شهر بنها است. در ۱۹۸۱–۸۲، دانشکده هنر و علوم در بنها و دانشکده دامپزشکی در مشتهر تأسیس شد. در تاریخ ۱-۸-۲۰۰۵، از سال تحصیلی ۱۹۹۷–۱۹۹۸، یک شاخه درسی به زبان انگلیسی در دانشکده بازرگانی تأسیس شد. این دانشگاه مستقل از دانشگاه زاگزیگ بود و پس از آن یک شاخه به یک دانشگاه مستقل تبدیل شد.
ریاست اتحادیه دانشجویان دانشگاه در دهه ۱۹۹۰ با کارگردان معروف خالد یوسف، فارغ‌التحصیل دانشکده مهندسی در شوبرا بود و الان ریاست آن با مصطفی عبدالحمید است.

## دانشکده‌ها
- دانشکده علوم (علوم بنها)
- دانشکده بازرگانی
- دانشکده هنر (هنر بنها)
- دانشکده تربیت
- دانشکده آموزش خاص
- دانشکده حقوق
- دانشکده مهندسی در شبرا
- دانشکده کامپیوتر و اطلاعات
- دانشکده پزشکی
- دانشکده دامپزشکی
- هنرستان فنی پرستاری
- دانشکده کشاورزی
- دانشکده تربیت بدنی
- دانشکده پرستاری

این دانشگاه در حال حاضر دارای مرکز خدمات اطلاعاتی و تحقیقاتی است که برنده جایزه رتبه اول عنوان بهترین مرکز خدمات دولتی شده‌است. دانشگاه همچنین خدمات آموزش باز ارائه می‌کند در این رابطه با دانشگاه قاهره همکاری دارد همچنان که جداگانه نیز ارائه می‌کند.

## روسای دانشگاه
رئیس فعلی دانشگاه پروفسور یوسف القاضی

### رؤسای سابق دانشگاه
- پروفسور حسام الدین العطار (اوت ۲۰۰۵ الی ژوئیه ۲۰۰۹)
- پروفسور محمد صفوت زهران (اوت ۲۰۰۹ الی ژوئیه ۲۰۱۱)
- پروفسور علی محمد شمس الدین (اکتبر ۲۰۱۱ الی ژوئیه ۲۰۱۶)
- پروفسور سید یوسف القاضی (سپتامبر ۲۰۱۶ الی الآن)

## فارغ‌التحصیلان دانشگاه
- خالد یوسف (دانشکده مهندسی درشبرا - ۱۹۹۰) - کارگردان مصری.
- علی شمس الدین (دانشکده کشاورزی - ۱۹۸۰) – رئیس دانشگاه بنها.